# Martin Van Den Bossche
Martin Van Den Bossche (Hingene, 10 marzo 1941) è un ex ciclista su strada belga.
Professionista dal 1963 al 1974, conta cinque successi da professionista.

## Carriera
Passista-scalatore di ottimo livello, fu per alcuni anni della carriera uno dei gregari del "cannibale" Eddy Merckx. Ottenne diversi successi, fra cui il Giro del Lazio nel 1972 (di cui fu il primo vincitore non italiano) e una tappa alla Setmana Catalana del 1969.
La sua stagione più importante fu il 1970, anno in cui concluse al terzo posto il Giro d'Italia, conquistando anche la classifica del Gran Premi della Montagna, e al quarto il Tour de France. Fu terzo alla Liegi-Bastogne-Liegi 1965, mentre al Giro di Lombardia fu quinto nel 1968 e quarto l'anno seguente.

## Palmarès
- 1964 (Wiel's-Gr. Leeuw, una vittoria)

Schaal Sels
- 1965 (Wiel's-Gr. Leeuw, una vittoria)

Circuit de la Vallée de la Senne
- 1967 (Romeo, una vittoria)

Omloop van het Waasland
- 1968 (Faema, una vittoria)

1ª tappa Setmana Catalana (Barcellona > Girona, valido come Trofeo Doctor Assalit)
- 1969 (Faema, una vittoria)

5ª tappa, 1ª semitappa Setmana Catalana (Figueres > Sabadell, valido come Trofeo Dicen)
- 1972 (Molteni, una vittoria)

Giro del Lazio

### Altri successi
- 1967 (Romeo)

5ª tappa, 2ª semitappa Tour de France (cronosquadre)
- 1970 (Molteni)

Classifica scalatori Giro d'Italia

## Piazzamenti

### Grandi Giri
- Giro d'Italia

1968: ritirato
1969: ritirato (17ª tappa)
1970: 3º
1972: 29º
- Tour de France

1966: 10º
1967: 59º
1969: 23º
1970: 4º
1972: 15º
- Vuelta a España

1968: 38º

### Classiche monumento
- Milano-Sanremo

1964: 102º
1972: ritirato
1974: 111º
- Giro delle Fiandre

1964: 21º
1967: 13º
- Liegi-Bastogne-Liegi

1964: 5º
1965: 3º
1967: 16º
1969: 21º
- Giro di Lombardia

1968: 5º
1969: 4º

### Competizioni mondiali
- Campionati del mondo

Adenau 1966 - In linea: 10º
Imola 1968 - In linea: ritirato